# Neobarrettia bambalio
Neobarrettia bambalio är en insektsart som beskrevs av Ferdinand Julius Cohn 1965. Neobarrettia bambalio ingår i släktet Neobarrettia och familjen vårtbitare. Inga underarter finns listade i Catalogue of Life.